# سنت‌دنش
سنت‌دِنِش (به مجاری:  Szentdénes) یک منطقهٔ مسکونی در مجارستان است که در ناحیه سیگت‌وار واقع شده‌است.